# Dlabolaracus klapperichi
Dlabolaracus klapperichi är en insektsart som beskrevs av Dlabola 1957. Dlabolaracus klapperichi ingår i släktet Dlabolaracus och familjen dvärgstritar. Inga underarter finns listade i Catalogue of Life.